# Partit Comunista Francès
El Partit Comunista Francès (PCF) és un partit politic marxista fundat el 1920. Va ser un partit molt rellevant a la política francesa i europea després de la Segona Guerra Mundial, mantenint durant dues dècades el paper de principal partit d'esquerres al país (1945-56 i 1958-67), malgrat a partir dels setanta la seva base electoral va disminuir constantment, sobretot a causa de la competència del Partit Socialista (PS).
El PCF reclama uns 43.000 membres actualitzats el 2021. L'òrgan oficial del partit va ser durant molt de temps el diari L'Humanité, que ara n'és estructuralment independent, tot i que s'hi manté proper.

## Història

### Fundació i primers anys
El PCF fou fundat al Congrés de Tours, l'any 1920, a conseqüència de l'escissió al si de la Secció Francesa de la Internacional Obrera (SFIO) entre els partidaris de la 2a Internacional (de la qual formava part la SFIO) i els partidaris de la III Internacional (majoritaris i favorables a la Revolució Russa i al bolxevisme). Aquests últims fundaren el Partit Comunista-Secció Francesa de la Internacional Comunista (PC-SFIC), que més endavant, al 1943, modificaria a l'actual Partit Comunista Francès.
Així, els primers anys van estar marcats per la bolxevització del partit, així com per l'activisme militant, especialment pel que fa a l'antimilitarisme i l'anticolonialisme. A les eleccions legislatives de 1924, el partit obtingué 9,8% dels vots i 26 diputats, incloent diverses dones a les quals s'anul·laria el resultat, ja que encara no podien votar ni presentar-se a candidates.
L'any 1930, Maurice Thorez, crític amb la direcció sortint, va assumir el càrrec de cap del PC-SFIC. Durant la següent dècada, i fruit de la nova política d'aliances de la Internacional Comunista, i accelerat pels esdeveniments de la Crisi del 6 de febrer de 1934, el Partit va participar en la creació del Front Popular, que va guanyar les eleccions legislatives de 1936. Després d'haver obtingut 72 escons i el 15% dels vots, el PC-SFIC va recolzar al govern Blum, però decideix no entrar-hi. El govern del Front Popular aviat es va esfondrar sota la pressió de problemes tant d'ordre intern (problemes financers, inclosa la inflació) com internacional (els radicals estaven en contra d'una intervenció a la guerra civil espanyola mentre que socialistes i comunistes estaven a favor), i va ser substituït per un nou govern presidit pel radical Edouard Daladier .
Del 1936 al 1939, el suport a la República espanyola va representar una part important de l'activitat del Partit, tant mitjançant l'enviament de voluntaris a les Brigades Internacionals com la posada en marxa de mitjans materials.

### Segona Guerra Mundial
En 1938, va ser l'únic partit polític francès que va denunciar els Acords de Múnic. Després de l'esclat de la Segona Guerra Mundial, el PCF va ser declarada una organització proscrita pel govern d'Edouard Daladier, passant a la clandestinitat i impulsant la Resistència, amb un paper preponderant al si de la mateixa. El 1944 el PCF havia arribat al màxim nivell d'influència, el control de grans zones del país a través de la Resistència, amb nombroses unitats sota el seu comandament. Alguns sectors del Partit van voler aprofitar per llançar una revolució alhora que els alemanys es retiraven del país, però els dirigents s'hi van oposar. Moltes personalitats es van sumar al partit en finalitzar la guerra. Aquesta influència recent adquirida va permetre al PCF establir el sufragi femení a França i la seguretat social.

### IV República
Els comunistes van guanyar pes especialment pels seus esforços durant la guerra dins la Resistència, en termes d'organització i de prestigi. Amb l'alliberament de França en 1944, el Partit, juntament amb altres grups de la resistència, va entrar al govern de Charles de Gaulle. Com a Itàlia, els comunistes eren en aquell moment molt populars. En aquest sentit, al final de 1945 el nombre dels seus afiliats pujava a mig milió de persones, van aconseguir la victòria a les eleccions a l' Assemblea Nacional de novembre, i mantindrien un paper principal a la política francesa fins als anys setanta, quan va començar a reduir progressivament el seu suport.
Durant el primers anys de la IV República mantindria una estreta col·laboració amb l'Assemblea Democràtica Africana, un partit paraigua de les colònies franceses, que perdria més endavant per les seves divisions internes i el seu acostament a la Unió Democràtica i Socialista de la Resistència (antecessor del Partit Socialista). Pel que fa a la política colonial francesa, va passar d'un suport més explícit i combatiu als independentistes a la Guerra d'Indoxina (1947-54), amb propaganda i fins i tot sabotatges, a postures més ambivalents, especialment davant la Guerra d'Algèria (1954-62), malgrat personalitats properes van tornar a donar suport a la lluita anticolonial i al Front d'Alliberament Nacional (FLN), com el filòsof Jean-Paul Sartre.

### V República
El 1958 va ser l'únic gran partit que es va oposar a la tornada de Charles de Gaulle al poder amb la Cinquena República, encara que a poc a poc, es van sumar altres partits de centre i de centreesquerra, fins que finalment es va advocar per la unió d'esquerra contra De Gaulle. A les eleccions presidencials, el candidat comunista no va poder obtenir un bon resultat, cosa que va portar al Partit a recolzar la candidatura de François Mitterrand. A les eleccions legislatives de 1958, després del retorn al poder del general De Gaulle, el PCF va obtenir el 19% dels vots a la primera volta i només 10 diputats. Va reorientar la seva línia política al congrés de 1959, considerant una aliança dels oposats al "capitalisme monopolístic d'estat" i a les eleccions legislatives de 1962, el PCF va obtenir el 22% dels vots i 40 diputats. Waldeck Rochet es va convertir en el nou líder després de la mort de Thorez el 1964. A les eleccions legislatives de 1967 van perdre l'hegemonia de l'esquerra francesa, en favor de les coalicions socialistes.
Davant el maig de 1968 el PCF va donar suport a les mobilitzacions i vagues, però es va mostrar distant al moviment estudiantil, el qual mantenia posicions maximalistes i properes a tesis maoistes o anarquistes.
Més endavant aniria moderant la seva línia ideològica, en paral·lel a la introducció de l'eurocomunisme dels partits germans a Italia o Espanya, fins al punt de signar una aliança amb el Partit Socialista, de Mitterrand, signant un "programa comú" amb vista a la 1973 eleccions legislatives, repetint el suport al líder socialista a les presidencials de 1974.
Al 1981 finalment els socialistes aconsegueixen tant el govern com la presidència, i el PCF decideix entrar a formar part amb quatre carteres ministerials. Així però, decebuts i crítics amb l'evolució de les polítiques econòmiques del govern de Pierre Mauroy, l'abandonen al juliol de 1984. Posteriorment el Partit és castigat a les eleccions europees i legislatives, amb un resultats ja molt llunyans als de l'anterior període. Els anys següents serien encara pitjor, en una decadència accelerada.

### Actualitat
Fruit de la llarga decadència i la caiguda del bloc socialista, el PCF arribava als anys noranta molt desgastat. Van anar encadenant resultats negatius fins al punt de perdre al 2007 el grup propi al Parlament, amb només 15 escons dels 20 necessaris, obligats llavors a aliar-se amb candidatures ecologistes o d'esquerres. Més endavant, al 2009, decideix formar una coalició àmplia progressista amb altres formacions anomenada Front d'Esquerra (Front de Gauche), que va millorar modestament els posteriors resultats electorals.
Amb la creació de la plataforma França Insubmisa, el PCF decideix presentar-se en solitari a les eleccions legislatives franceses de 2017, però dona suport a la candidatura presidencial de Jean-Luc Mélenchon. Al 2018, en un fet sense precedents a la història del Partit, guanya una candidatura alternativa al Congrés del PCF, resolent-se a favor de l'actual secretari nacional, Fabien Roussel. En el mateix, posen fi al Front d'Esquerra (que de facto ja no hi tenia cap rellevància) i critiquen fortament la França Insubmisa.
En eleccions posteriors obtenen resultats desiguals. Mentre a les europees de 2019 perden tota representació (al 2014 van aconseguir un diputat, de quatre del Front d'Esquerra) per primera vegada a la història del Partit, en les eleccions al senat de 2020 milloren lleugerament els resultats (14 senadors, de 12 que en tenien anteriorment), a les autonòmiques de 2021 doblen els seus anteriors resultats (60 de 29 escons) i mantenen posicions a nivell cantonal, departamental o municipal.
A les eleccions presidencials de 2022 el Partit decideix presentar candidatura pròpia amb el mateix Roussel al capdavant, obtenint un modest vuitè lloc amb el 2.28% dels vots, per davant però del Partit Socialista. Pel que fa a les legislatives de 2022, el PCF es va presentar dins de la coalició Nova Unió Popular Ecològica i Social (NUPES), en el bloc Grup d'Esquerra Democràtica i Republicana, juntament amb partits independentistes dels Territoris d'Ultramar Francesos. El PCF va obtenir 12 diputats, sumant un de nou respecte les anteriors eleccions de 2017. Els desacords polítics i contradiccions dins de NUPES (Guerra russo-ucraïnesa, reforma de les pensions, política nuclear.) van portar al PCF a declarar que la coalició estava "obsoleta", i que calia formar una nova aliança de l'esquerra francesa, quelcom que d'altres formacions de la coalició d'una manera o altra hi estan d'acord, descartant mantenir l'aliança per properes convocatòries. De moment, per a les eleccions al Senat de 2023 el PCF va signar acords de llistes comunes amb el Partit Socialista i els Verds, i per a les eleccions europees de 2024 va aprovar el seu candidat, malgrat a l'octubre de 2023 han d'acabar de decidir si en solitari o en aliança amb altres forces.
A les eleccions legislatives franceses de 2024 va formar part de la coalició Nou Front Popular formada pels principals partits polítics d'esquerra de França: Les Écologistes, França Insubmisa, el Partit Comunista Francès i el Partit Socialista i les formacions Plaça Pública, Génération.s, Gauche républicaine et socialiste, Nou Partit Anticapitalista i Gauche écosocialiste, que van acordar la distribució del nombre de candidats i un programa polític comú.

## Identitat visual

Logo del Partit Comunista Francès
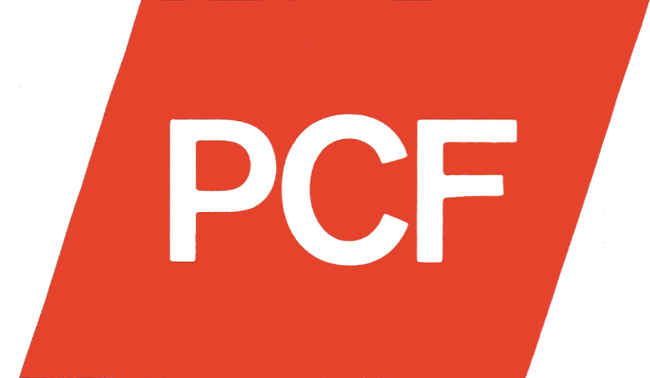
Anys 80
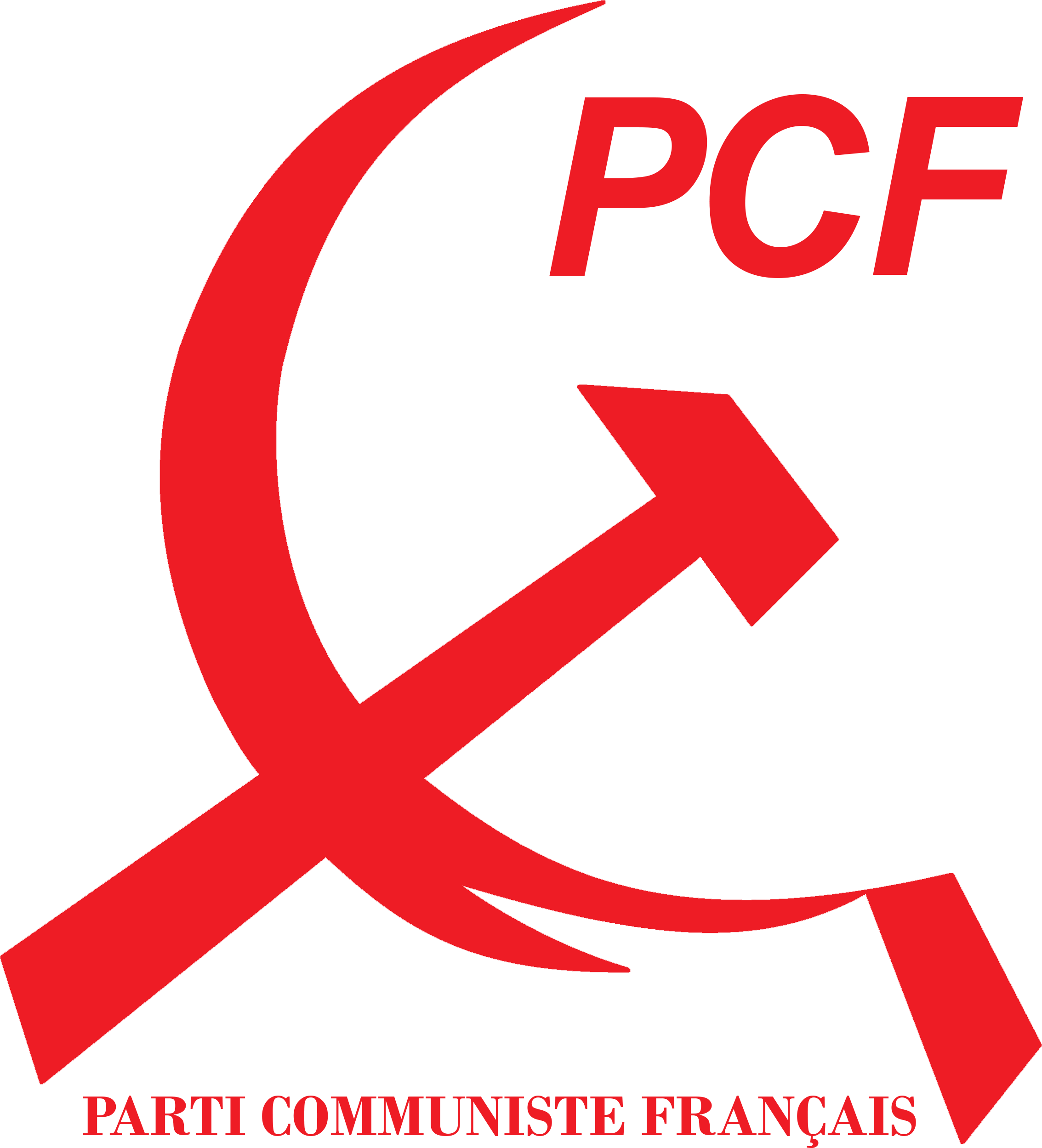
Fins al 1996
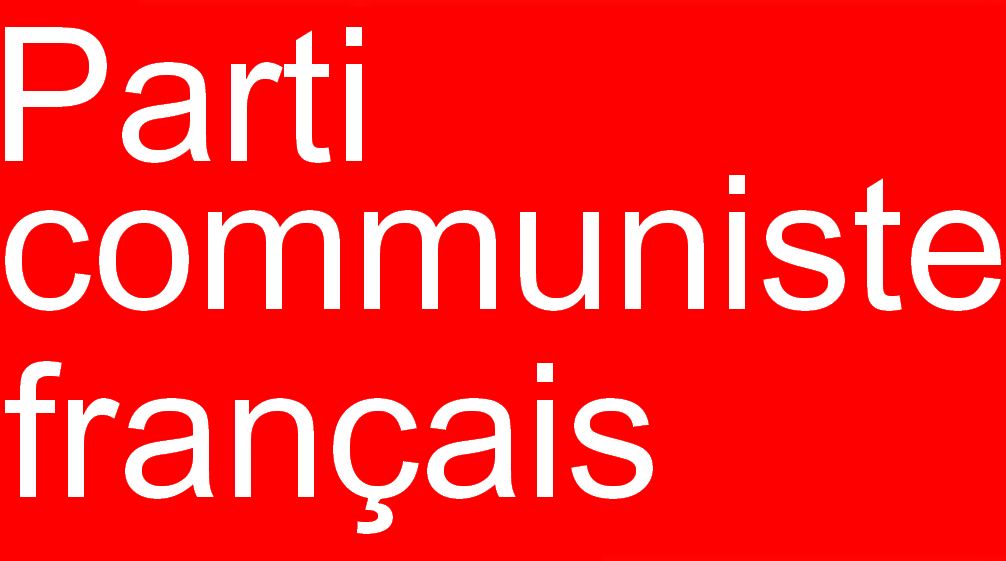
1996-2004
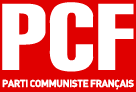
2004-2009
2009-2018
2018-Actualitat

## Resultats electorals
| Eleccions legislatives franceses | Eleccions legislatives franceses | Eleccions legislatives franceses | Eleccions legislatives franceses | Eleccions legislatives franceses |
| Any                              | Vots                             | %                                | Escons                           | +/-                              |
| -------------------------------- | -------------------------------- | -------------------------------- | -------------------------------- | -------------------------------- |
| 1924                             | 885.993                          | 9,82%                            | 26 / 581                         | Nou                              |
| 1928                             | 1.066.099                        | 11,26%                           | 11 / 604                         | 15                               |
| 1932                             | 796.630                          | 8,32%                            | 10 / 607                         | 1                                |
| 1936                             | Dins del Front Popular           | Dins del Front Popular           | 72 / 610                         | 62                               |
|                                  |                                  |                                  |                                  |                                  |
| 1945                             | 5.024.174                        | 26,23%                           | 159 / 586                        | 159                              |
| 1946 (juny)                      | 5.145.325                        | 25,98%                           | 153 / 586                        | 6                                |
| 1946 (nov.)                      | 5.430.593                        | 28,26%                           | 182 / 627                        | 29                               |
| 1951                             | 4.939.380                        | 26,27%                           | 103 / 625                        | 79                               |
| 1956                             | 5.514.403                        | 23,56%                           | 150 / 595                        | 47                               |
| 1958                             | 3.882.204                        | 18,90%                           | 10 / 546                         | 140                              |
| 1962                             | 4.003.553                        | 20,84%                           | 41 / 465                         | 31                               |
| 1967                             | 5.039.032                        | 22,51%                           | 73 / 487                         | 32                               |
| 1968                             | 4.434.832                        | 20,02%                           | 34 / 487                         | 39                               |
| 1973                             | 5.085.108                        | 21,39%                           | 73 / 487                         | 39                               |
| 1978                             | 5.870.402                        | 20,55%                           | 86 / 488                         | 13                               |
| 1981                             | 4.065.540                        | 16,17%                           | 44 / 491                         | 42                               |
| 1986                             | 2.739.225                        | 9,78%                            | 35 / 573                         | 9                                |
| 1988                             | 2.765.761                        | 11,32%                           | 27 / 575                         | 8                                |
| 1993                             | 2.331.339                        | 9,30%                            | 24 / 577                         | 3                                |
| 1997                             | 2.523.405                        | 9,92%                            | 35 / 577                         | 11                               |
| 2002                             | 1.216.178                        | 4,82%                            | 21 / 577                         | 14                               |
| 2007                             | 1.115.663                        | 4,29%                            | 15 / 577                         | 6                                |
| 2012                             | Dins del Front d'Esquerra        | Dins del Front d'Esquerra        | 10 / 577                         | 5                                |
| 2017                             | 615.503                          | 2,72%                            | 12 / 577                         | 2                                |
| 2022                             | Dins de NUPES                    | Dins de NUPES                    | 12 / 577                         | =                                |
| 2024                             | Dins del Nou Front Popular       | Dins del Nou Front Popular       | 9 / 577                          | 3                                |

### Presidencials
| Any  | Candidat                     | 1a ronda   | 1a ronda    | 1a ronda | 2a ronda   | 2a ronda    | 2a ronda | Resultat |
| Any  | Candidat                     | Vots       | %           | Posició  | Vots       | %           | Posició  | Resultat |
| ---- | ---------------------------- | ---------- | ----------- | -------- | ---------- | ----------- | -------- | -------- |
| 1924 | Zéphirin Camélinat           | 21         | 2,46 / 100  | 3r       |            |             |          | Derrota  |
| 1931 | Marcel Cachin                | 10         | 1,11 / 100  | 5è       | 11         | 1,25 / 100  | 5è       | Derrota  |
| 1932 | Marcel Cachin                | 8          | 1,03 / 100  | 4t       |            |             |          | Derrota  |
| 1939 | Marcel Cachin                | 74         | 8,19 / 100  | 3r       |            |             |          | Derrota  |
| 1947 | Suport a Vicent Auriol       | 452        | 51,19 / 100 | 1r       |            |             |          | Derrota  |
| 1953 | Marcel Cachin                | 113        | 12,18 / 100 | 6è       |            |             |          | Derrota  |
| 1958 | Georges Marrane              | 10 355     | 13,03 / 100 | 2n       |            |             |          | Derrota  |
| 1965 | Suport a François Mitterrand | 7 694 005  | 31,72 / 100 | = 2n     | 10 619 735 | 44,8 / 100  | 2n       | Derrota  |
| 1969 | Jacques Duclos               | 4,808,285  | 21,27 / 100 | 3r       |            |             |          | Derrota  |
| 1974 | Suport a François Mitterrand | 11,044,373 | 43,25 / 100 | 1r       | 12,971,604 | 49,19 / 100 | 2n       | Derrota  |
| 1981 | Georges Marchais             | 4,456,922  | 15,35 / 100 | 4t       |            |             |          | Derrota  |
| 1988 | André Lajoinie               | 2,056,261  | 6,76 / 100  | 5è       |            |             |          | Derrota  |
| 1995 | Robert Hue                   | 2,638,936  | 8,66 / 100  | = 5è     |            |             |          | Derrota  |
| 2002 | Robert Hue                   | 960,480    | 3,37 / 100  | 11è      |            |             |          | Derrota  |
| 2007 | Marie-George Buffet          | 707,268    | 1,93 / 100  | 7è       |            |             |          | Derrota  |
| 2012 | Suport a Jean-Luc Mélenchon  | 3,984,822  | 11,1 / 100  | 4t       |            |             |          | Derrota  |
| 2017 | Suport a Jean-Luc Mélenchon  | 7,059,951  | 19,58 / 100 | = 4t     |            |             |          | Derrota  |
| 2022 | Fabien Roussel               | 802,422    | 2,28 / 100  | 8è       |            |             |          | Derrota  |

### Eleccions regionals
| Any  | 1a volta  | 1a volta | Escons      |
| Any  | Vots      | %        | Escons      |
| ---- | --------- | -------- | ----------- |
| 1986 | 2.873.234 | 10,34    | 173 / 1.818 |
| 1992 | 1.999.321 | 8,09     | 131 / 1.877 |
| 1998 | 819.216   | 3,76     | 163 / 1.827 |
| 2004 | 789.002   | 3,11     | 180 / 1.880 |
| 2010 | 1.137.250 | 5,84     | 101 / 1.749 |
| 2015 | 337.410   | 1,55     | 29 / 1.910  |
| 2021 | 4 279     | 0,03     | 60 / 1.926  |

### Eleccions cantonals i departamentals
| Any  | 1a volta  | 1a volta | 2a volta    | 2a volta | Consellers  | Presidents |
| Any  | Vots      | %        | Vots        | %        | Consellers  | Presidents |
| ---- | --------- | -------- | ----------- | -------- | ----------- | ---------- |
| 1961 | 1.206.712 | 18,60    |             |          | 52 / 1.504  | 0 / 109    |
| 1964 | 1.464.750 | 21,67    | 99 / 1.562  | 0 / 99   |             |            |
| 1967 | 2.166.966 | 26,36    | 97 / 1.517  | 2 / 100  |             |            |
| 1970 | 2.014.975 | 23,80    | 144 / 1.609 | 1 / 100  |             |            |
| 1973 | 1.877.371 | 22,67    | 205 / 1.926 | 1 / 100  |             |            |
| 1976 | 2.409.040 | 22,83    | 249 / 1.863 | 3 / 101  |             |            |
| 1979 | 2.405.655 | 22,46    | 1.260.261   | 17,37    | 228 / 1.847 | 5 / 101    |
| 1982 | 2.000.345 | 15,90    | 1.038.659   | 13,61    | 198 / 2.014 | 3 / 101    |
| 1985 | 1.479.227 | 12,63    | 882.735     | 11,31    | 149 / 2.044 | 2 / 100    |
| 1988 | 1.217.336 | 13,39    | 586.684     | 9,82     | 165 / 2.043 | 2 / 100    |
| 1992 | 105.991   | 9,48     |             |          | 101 / 1.945 | 2 / 100    |
| 1994 | 1.221.769 | 11,39    | 139 / 1.922 | 2 / 100  |             |            |
| 1998 | 1.092.941 | 10,15    | 143 / 2.038 | 3 / 100  |             |            |
| 2001 | 1.196.341 | 9,80     | 126 / 1.997 | 2 / 100  |             |            |
| 2004 | 957.223   | 7,79     | 108 / 2.034 | 2 / 100  |             |            |
| 2008 | 1.172.378 | 8,82     | 117 / 2.020 | 2 / 100  |             |            |
| 2011 | 724.911   | 7,91     | 116 / 2.026 | 2 / 101  |             |            |
| 2015 | 1.243.706 | 6,11     | 167 / 4.108 | 1 / 96   |             |            |
| 2021 | 257.064   | 1,88     | 174.114     | 1,31     | 161 / 4.046 | 0 / 95     |

### Europees
| Any  | Vots                      | Vots                      | Escons  | Escons | Grup    |
| Any  | #                         | %                         | #       | ±      | Grup    |
| ---- | ------------------------- | ------------------------- | ------- | ------ | ------- |
| 1979 | 4,153,710                 | 20.5                      | 19 / 81 | =      | COM     |
| 1984 | 2,261,312                 | 11.2                      | 10 / 81 | 9      | COM     |
| 1989 | 1,401,171                 | 7.7                       | 7 / 81  | 3      | EUL     |
| 1994 | 1,342,222                 | 6.9                       | 7 / 87  | =      | EUL     |
| 1999 | 1,196,310                 | 6.8                       | 6 / 87  | 1      | GUE-NGL |
| 2004 | 1,009,976                 | 5.9                       | 2 / 74  | 4      | GUE-NGL |
| 2009 | Dins del Front d'Esquerra | Dins del Front d'Esquerra | 3 / 72  | 1      | GUE-NGL |
| 2014 | Dins del Front d'Esquerra | Dins del Front d'Esquerra | 1 / 74  | 2      | GUE-NGL |
| 2019 | 564,949                   | 2.5                       | 0 / 74  | 1      |         |
| 2024 | 584 020                   | 2,36                      | 0 / 81  | =      |         |

## Líders del Partit
| Càrrec | Nom                            | Nom                    | Dates de mandat        | Dates de mandat | Notes |
| --- | ------------------------------ | ---------------------- | ---------------------- | --- | --- |
| Secretari general | Ludovic-Oscar Frossard         |                        | 4 de gener de 1921     | 1 de gener de 1923 | |
| Secretaris generals en funcions Louis Sellier i Albert Treint: 21 de gener de 1923 - 23 de gener de 1924                                                                              |                                |                        |                        | | |
| Secretari general | Louis Sellier                  |                        | 23 de gener de 1924    | 1 de juliol de 1924 | |
| Secretari general | Pierre Semard                  |                        | 8 de juliol de 1924    | 8 d'abril de 1929 | |
| Secretariat col·lectiuHenri Barbé, Pierre Celor, Benoît Frachon, Maurice Thorez: 8 d'abril de 1929 - 18 de juliol de 1930                                                             |                                |                        |                        | | |
| Secretari general | Maurice Thorez                 |                        | 18 de juliol de 1930   | 17 de maig de 1964 | President del partit del 17 de maig fins l'11 de juliol de 1964, data de la seva mort.                                               |
| En funcions a causa de l'estat de salut de Maurice Thorez i la seva marxa a l'URSS. Jacques Duclos: 17 de juny de 1950 - 10 d'abril de 1953                                           |                                |                        |                        | | |
| Secretari general | Waldeck Rochet                 |                        | 17 de maig de 1964     | 17 de desembre de 1972 | Vicesecretari General del 14 de maig de 1961 al 17 de maig de 1964                                                                   |
| Interí a causa de l'estat de salut de Waldeck Rochet, va prendre el títol de secretari general adjunt el 8 de febrer de 1970. Georges Marchais: juny de 1969 - 17 de desembre de 1972 |                                |                        |                        | | |
| Secretari general | Georges Marchais               |                        | 17 de desembre de 1972 | 29 de gener de 1994 | Vicesecretari General del 14 de maig de 1961 fins al 17 de maig de 1964                                                              |
| Secretari Nacional | Robert Hue                     |                        | 29 de gener de 1994    | 28 d'octubre de 2001 | Modificació del càrrec al 28è Congrés.                                                                                               |
| President Secretari Nacional | Robert Hue Marie-George Buffet |                        | 28 d'octubre de 2001   | 8 d'abril de 2003 | El 2001, Robert Hue va crear un tàndem amb Marie-George Buffet, ell es va convertir en president del PCF i ella secretaria nacional. |
| Secretari Nacional |                                |                        |                        | | |
| Marie-George Buffet |                                | 9 d'abril de 2003      | 20 de juny de 2010     | Després de la marxa de Robert Hue, s'aboleix el càrrec de president del PCF, substituït pel càrrec de presidenta del consell nacional del partit.                                                              | |
| Pierre Laurent |                                | 20 de juny de 2010     | 25 de novembre de 2018 | Durant el 38è Congrés, un mes després d'haver estat superat en una votació dels membres, abandona el secretariat nacional per esdevenir president del consell nacional, mentre que Fabien Roussel el succeeix. | |
| Fabien Roussel |                                | 25 de novembre de 2018 | en curs                | | |

## Vegeu més
- Front d'Esquerra
- França Insubmisa
- Nova Unió Popular Ecològica i Social (NUPES)
- Pol del Renaixement Comunista a França